# Vlaams Nationaal Jeugdverbond

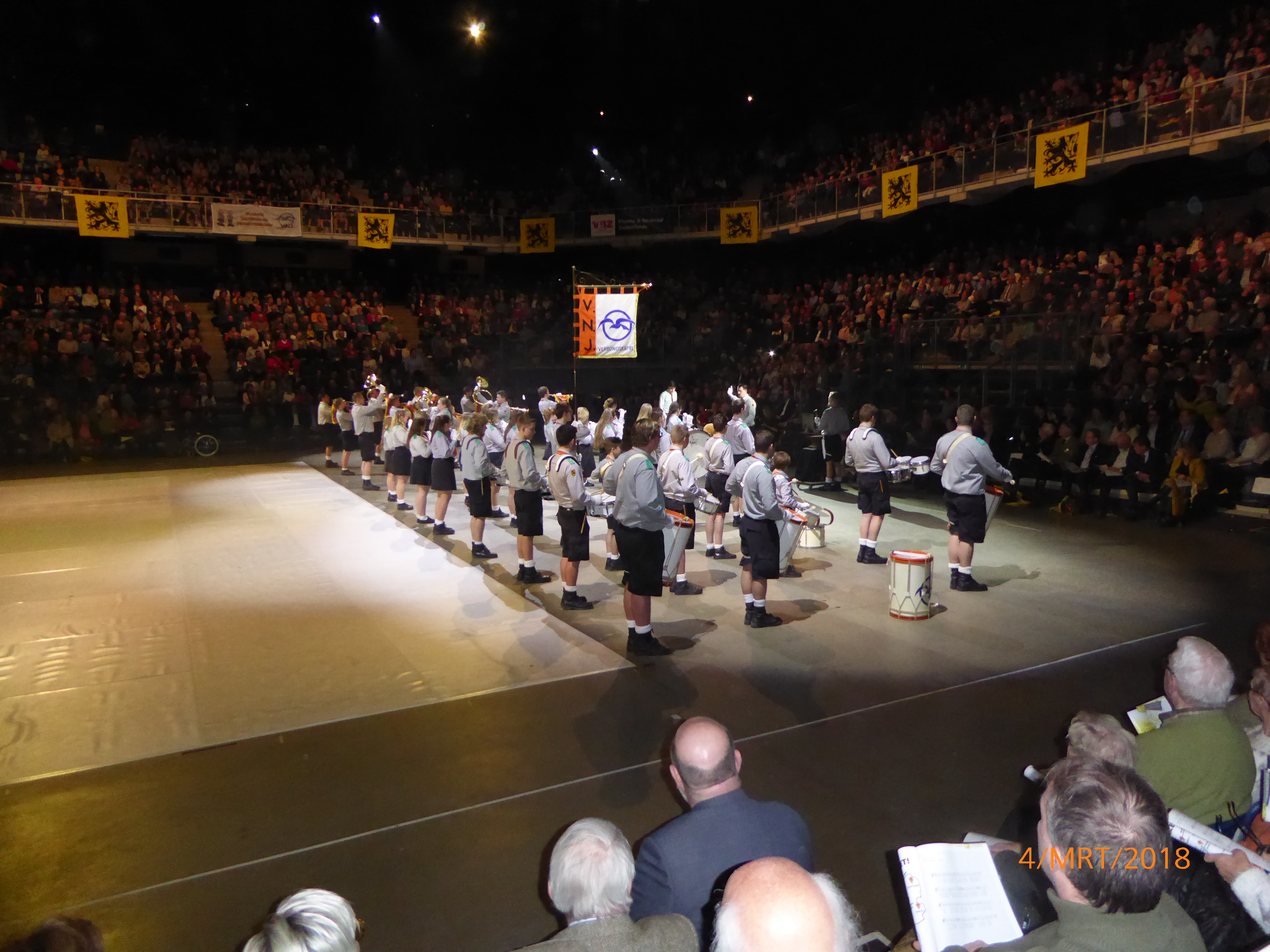
VNJ-Muziekkapel op het Vlaams Nationaal Zangfeest

Het Vlaams Nationaal Jeugdverbond (VNJ) is een Vlaams-nationalistische jeugdbeweging in België.

## Geschiedenis
Het VNJ werd opgericht in 1961 door de stichter-Verbondsleider Jaak Van Haerenborgh met voornamelijk één doel voor ogen: Er moet in Vlaanderen een eendrachtige Vlaamsnationale jeugdbeweging komen, een eenheidsjeugdbeweging, één jeugdverbond. Hij koos voor deze nieuwe jeugdbeweging de naam die Jan Van Hoogten in 1928 gaf aan zijn bundeling van Vlaamse Wachten: Vlaams Nationaal Jeugdverbond. 
Het gaat hier om drie begrippen:
- Vlaams in de betekenis van het huidige gewest Vlaanderen dat het VNJ wil zien evolueren naar een zelfstandig Vlaanderen.
- Nationaal. Het natiebegrip vormt de kern van de levensbeschouwing bij het VNJ. Men wil de eigen aard en cultuur bewaren en bevorderen. Bij aanvang was de basisgedachte een geleidelijke hereniging van alle Nederlandse gebieden, maar heden ten dage is dit nauwelijks een stelling die in de eigen beweging nog weerklank heeft. Vandaag wordt er voornamelijk toegespitst op een Vlaanderen dat met een eigen stem kan spreken, en als  Vlaanderen een eigen staat vormt. Voor het VNJ-gedachtegoed blijven de soevereine volkeren de bouwstenen voor Europa en de wereld.
- Jeugdverbond en geen partij, geen actiegroep, geen cultuurfonds. Wel een samenwerkend verbond van én voor jongeren. Een jeugdbeweging die met eigen middelen het nationalisme aan haar leden wil doorgeven. Kameraadschap wordt hoog in het vaandel gedragen.

In 2005 besliste het VNJ zichzelf een nieuwe missie aan te meten voor zijn werking, omdat de ideologische omkadering uit begin van de jaren 60 te weinig aansloot bij zijn huidige werking. Een sterkere positionering als jeugdbeweging vormt daarbij een belangrijke grondslag.

## Uniform

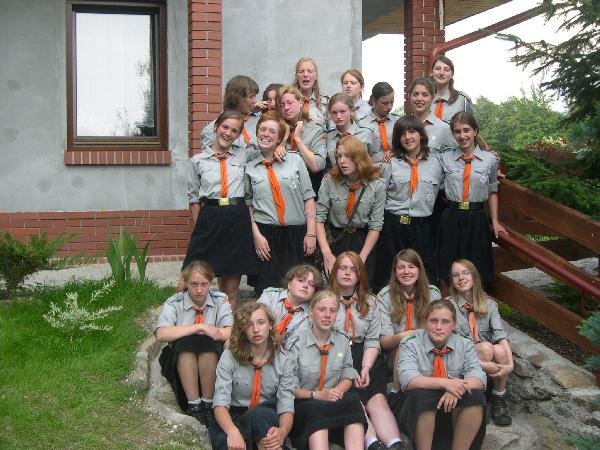
VNJ-leden

Het uniform van het VNJ bestaat uit een grijs hemd met bijhorende schouderstukken en kentekens naargelang de rang en/of functie van het lid, een oranje das met een zwarte leren dasknoop en een zwarte broek voor de jongens of zwarte rok voor de meisjes. De meisjes hebben steeds witte sokken aan; jongens dragen enkel witte kousen tijdens officiële gelegenheden en doen anders grijze kousen aan. Bij het uniform hoort een zwarte riem met een koperen koppelstuk waar gewoonlijk een blauwvoet op staat. Er is ook een relatief nieuwe VNJ-trui beschikbaar.
De kledingstukken (en vooral hun kleuren) hebben ook hun eigen betekenis. Zo verwijst de oranje das naar Willem van Oranje, zwart naar verbondenheid met onze aarde en grijs was de kleur die de adel vroeger droeg.

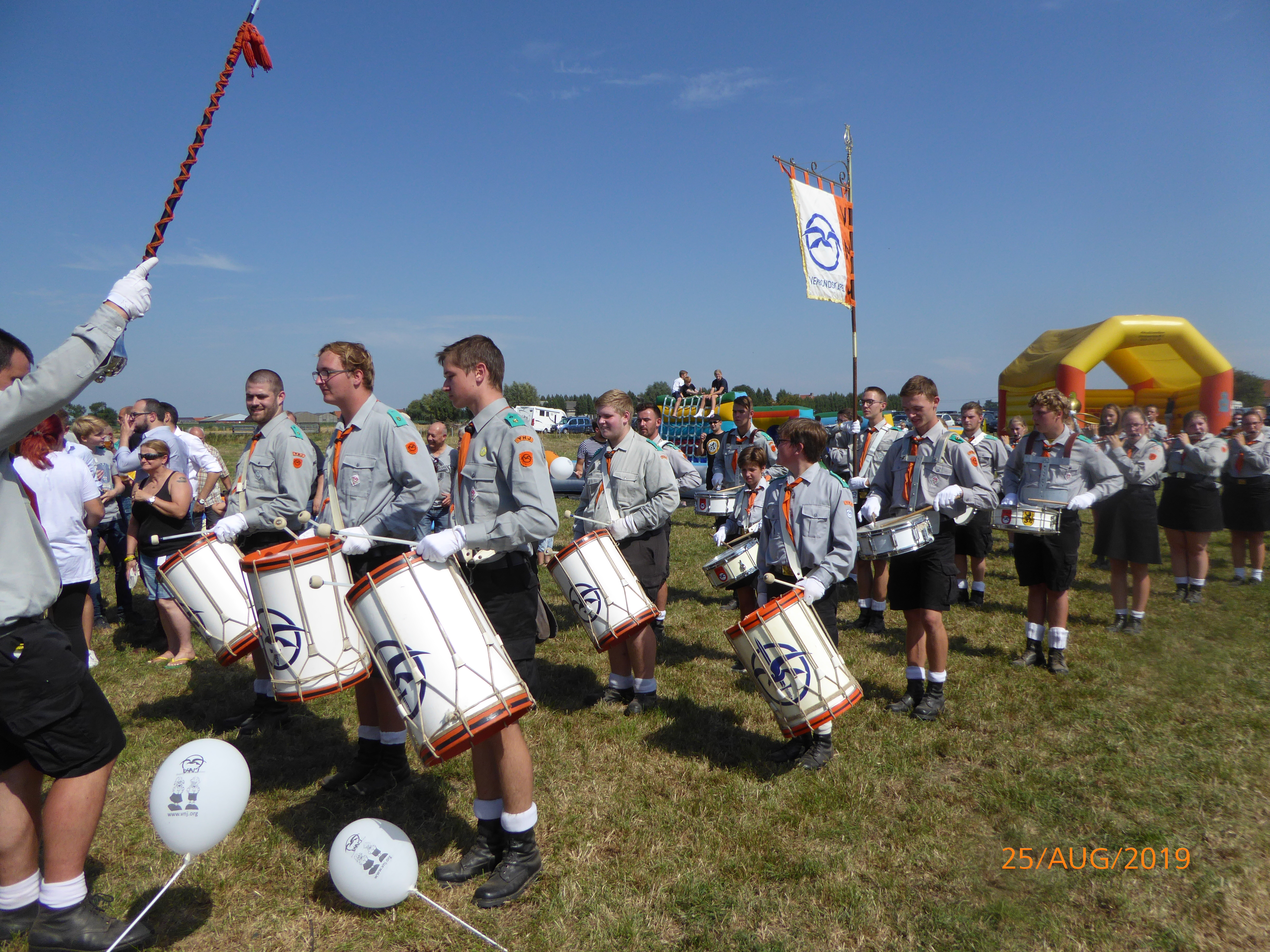
VNJ op IJzerwake 2019

## Takken
De verschillende leeftijdsgroepen worden in het VNJ 'takken' genoemd en worden gesplitst in jongensgroepen (Blauwvoetvendel) en meisjesgroepen (Meisjesschaar). De benamingen van de leeftijdstakken verwijzen naar de Blauwvoeterij geïnspireerd op het Vlaams-nationalisch werk van dichter en studentenleider Albrecht Rodenbach en zijn beweging. 

Elke leeftijdsgroep heeft een ander kleur schouderstukken.
| Leeftijd | Jongens    | Meisjes   | Schouderstukken |
| -------- | ---------- | --------- | --------------- |
| 6-9      | Knapen     | Kerlinnen | Geel omrand     |
| 10-13    | Jongkerels | Meeuwen   | Rood omrand     |
| 14-16    | Kerels     | Gudruns   | Groen omrand    |
| 16-18    | Stormers   | Adels     | Zwart omrand    |
| 16-...   | Leider     | Leidster  | Zwart omrand    |